# كي برآفتاب (مقاطعة دورة)
كي برآفتاب (بالفارسية: کی برآفتاب) هي قرية تقع في قسم تشكن الريفي (مقاطعة دورة) في إيران. يقدر عدد سكانها بـ 137 نسمة بحسب إحصاء 2016.